# Peter Schürmann
Peter Schürmann (* 12. Mai 1955 in Köln) ist ein deutscher Architekt und Hochschullehrer.

## Leben
Von 1975 bis 1981 studierte Peter Schürmann an der Technischen Hochschule Darmstadt. Bereits während des Studiums begann er mit wiederholten projektbezogenen Kooperationen mit seinen Eltern, den erfolgreichen Architekten Margot und Joachim Schürmann. Von 1982 bis 1989 war Peter Schürmann Mitarbeiter im Büro von Günter Behnisch in Stuttgart und dort vor allem als Projektarchitekt verantwortlich für das Deutsche Postmuseum am Schaumainkai in Frankfurt am Main.
Seit 1989 ist er selbstständiger Architekt und gemeinsam mit seiner Frau Jutta Schürmann seither Partner im Büro schürmann+schürmann.architekten in Stuttgart.
1991 übernahm er für ein Jahr eine Vertretungsprofessur für Hochbaukonstruktion an der Technischen Universität Darmstadt. 1993 wurde er als ordentlicher Universitätsprofessor an die Universität Stuttgart berufen, wo er von 1993 bis 2023 das Institut für Baustofflehre, Bauphysik, Gebäudetechnologie und Entwerfen leitete, bis er 2023 emeritiert wurde. Der Schwerpunkt seiner Lehre war der Integration der vielfältigen Belange von Architektur gewidmet und thematisiert die große Bandbreite von dem wünschenswerten Mut zur Unschärfe in der Konzeptphase bis hin zu der kraftvollen Entschlossenheit zur Präzision in der Ausführungsphase. Vor diesem Hintergrund entstand die umfangreiche Publikation Wie wollen wir entwerfen? – Architektur und Verantwortung im Verlag avedition.
Von 2006 bis 2009 war Schürmann Honorarprofessor an der Deakin University in Geelong in Australien. Er war von 2009 bis 2014 Landesvorsitzender des Bundes Deutscher Architekten (BDA) in Baden-Württemberg, wo er sich vor allem für fortgesetzte Durchführung von offenen Architekturwettbewerb einsetzte. Hierzu entstand 2015 die Publikation Lob der Diversität.1 im Krämer-Verlag.
An der Fakultät für Architektur und Stadtplanung der Universität Stuttgart war er Studiendekan, Prodekan und von 2018 bis 2021 Dekan. Von 2018 bis 2023 war Peter Schürmann Mitglied im Senat der Universität Stuttgart.
Peter Schürmann plant und realisiert mit seinem Büro (gemeinsam mit Jutta Schürmann, Mitarbeiterinnen und Mitarbeitern) unterschiedliche Projekte wie Bürobauten, Industriebauten, Schulbauten, u. a. auch in Projektpartnerschaft mit Stephan Schürmann und Marlène Witry.
Peter Schürmann lebt in Stuttgart. Der Architekt und Hochschullehrer Felix Schürmann ist sein Bruder.

## Auszeichnungen
- Hugo-Häring-Preis (BDA)
- Auszeichnung Beispielhaftes Bauen Baden-Württemberg
- BDA-Preis Rheinland-Pfalz
- BDA-Preis Bremen, Anerkennung
- BDA-Preis Sachsen, Anerkennung
- BDA Auszeichnung Guter Bauten
- Benedictus award special merit (USA)
- Vorstellung der Kindertagesstätte Anne Frank in Best Architects 19

## Veröffentlichungen
- Peter Schürmann, Armin Kammer, Anna Lips: Wie wollen wir entwerfen? Architektur und Verantwortung, Verlag: avedition, Stuttgart 2023, ISBN 978-3-89986-389-5
- Peter Schürmann: Lob der Diversität.1, mit Beiträgen von: Dieter Bartetzko, Christian Illies, Niklas Maak, Gerhard Matzig, Michael Mönninger und Armin Nassehi, Krämer-Verlag, Stuttgart und Zürich 2015, ISBN 978-3-7828-4055-2